# Zentraler Grenzwertsatz von Lindeberg-Feller
Der zentrale Grenzwertsatz von Lindeberg-Feller, auch Grenzverteilungssatz von Lindeberg-Feller genannt, ist ein mathematischer Satz der Wahrscheinlichkeitstheorie. Er gehört zu den zentralen Grenzwertsätzen und somit auch den Grenzwertsätzen der Stochastik und ist eine Verallgemeinerung des zentralen Grenzwertsatzes von Lindeberg-Lévy. Dieser besagt, dass unter gewissen Voraussetzungen die normierten Mittelwerte von Zufallsvariablen in Verteilung gegen die Standardnormalverteilung konvergieren. Der zentrale Grenzwertsatz von Lindeberg-Feller schwächt diese Voraussetzungen ab, indem er auf Schemata von Zufallsvariablen zurückgreift, bei denen sogar ein gewisses Maß an stochastischer Abhängigkeit zwischen den Zufallsvariablen erlaubt ist. Der Satz ist nach Jarl Waldemar Lindeberg und William Feller benannt. Teils wird der Satz auch in seine Teilaussagen zerlegt. Dabei wird die eine Implikation dann als Lindeberg-Theorem oder zentraler Grenzverteilungssatz von Lindeberg bezeichnet, die andere als Satz von Feller.

## Rahmenbedingungen
Bei dem gewöhnlichen Grenzwertsatz wird immer gefordert, dass die betrachtete Folge von Zufallsvariablen {\displaystyle (X_{n})_{n\in \mathbb {N} }} stochastisch unabhängige Zufallsvariablen und die Varianzen endlich sind. Bei schwächeren Formulierungen wird außerdem gefordert, dass die Zufallsvariablen identisch verteilt sind. Diese Forderung kann man allerdings durch die Lindeberg-Bedingung (für Folgen) und die Ljapunow-Bedingung (für Folgen) ersetzen.
Nun stellt sich die Frage, ob man die Voraussetzungen für den Satz weiter abschwächen kann und ein gewisses Maß an Abhängigkeit möglich ist. Diese Frage lässt sich positiv beantworten. Dazu definiert man ein sogenanntes Schema von Zufallsvariablen. Dieses entspricht einer Folge von Kleingruppen von Zufallsvariablen. Jede dieser Kleingruppen von Zufallsvariablen hat {\displaystyle k_{n}} Elemente. Formal werden Schemata von Zufallsvariablen als Folge von diesen Kleingruppen unter Verwendung von Doppelindizes definiert. Nun kann man zeigen, dass (unter gewissen weiteren Voraussetzungen) es für die Konvergenz ausreichend ist, die Unabhängigkeit der Zufallsvariablen nur innerhalb der Kleingruppen zu fordern. Die Beziehungen der Zufallsvariablen zwischen unterschiedlichen Kleingruppen spielen keine Rolle.

## Aussage
Gegeben sei ein Schema von Zufallsvariablen {\displaystyle (X_{n,l})} und sei
{\displaystyle S_{n}:=\sum _{l=1}^{k_{n}}X_{n,l}}.
Außerdem sei {\displaystyle (X_{n,l})} ein normiertes, zentriertes und unabhängiges Schema.
Dann gilt die Lindeberg-Bedingung (für Schemata von Zufallsvariablen) genau dann, wenn {\displaystyle (X_{n,l})} ein asymptotisch vernachlässigbares Schema ist und die Verteilung von {\displaystyle S_{n}} in Verteilung gegen die Standardnormalverteilung {\displaystyle {\mathcal {N}}_{0,1}} konvergiert,  also {\displaystyle S_{n}{\stackrel {n\to \infty }{\implies }}{\mathcal {N}}_{0,1}} gilt.

## Bemerkung
Da aus der Ljapunow-Bedingung (für Schemata) die Lindeberg-Bedingung folgt, kann man aus der Ljapunow-Bedingung auf die Konvergenz in Verteilung und die asymptotische Vernachlässigbarkeit schließen. Die Rückrichtung ist aber im Allgemeinen falsch, da aus der Lindeberg-Bedingung nicht notwendigerweise die Ljapunow-Bedingung folgt.

## Geschichte
Der Beweis des Satzes folgte in zwei Teilen. Dabei entsprach jeder Teil einer Implikation der oben formulierten Äquivalenz. Der Schluss von der Lindeberg-Bedingung auf die Konvergenz in Verteilung und die asymptotische Vernachlässigbarkeit wurde von Jarl Waldemar Lindeberg 1922 gezeigt. Dieser Teil ist meist interessanter für die Anwendungen und trägt teilweise den eigenständigen Namen Lindeberg-Theorem. Die Rückrichtung (Satz von Feller) wurde dann von William Feller 1935 und 1937 bewiesen.